# Monastyrec (okres Chust)
Monastyrec,  ukrajinsky Монастирець, maďarsky Monostor, je obec v Horinčovském jednotném územním společenství, v okrese Chust, v Zakarpatské oblasti Ukrajiny. Leží na říčce Čechovec, která je pravým přítokem řeky Rika. První písemná zmínka o této vesnici pochází z roku 1548. V roce 2025 žilo v celé obci 3378 obyvatel.

## Části obce
- Monastyrec
  - Holycja, ukrajinsky Голиця
- Medvežyj
- Oblaz
- Potočok
- Topolyn